# Лудолф V фон Дасел
Лудолф V фон Дасел (на немски: Ludolf V (VI) von Dassel; † между 25 юли 1299 и 25 август 1300) е граф на Дасел, господар на Евершайн и Нинофер.

## Произход
Той е син на граф Лудолф IV фон Дасел († ок. 1223) и съпругата му Кеменция фон Евершайн († сл. 1257), дъщеря на Албрехт IV фон Еверщайн/III († 1214) и Агнес Вителсбах-Баварска († сл. 1219). Брат е на Адолф IV/V († 1256/1257), граф фон Дасел, господар фон Евершайн и Нинофер, и на Вилбранд († сл. 22 октомври 1250), домхер в Магдебург и приор в Енгер (1249 – 1250).
Лудолф V фон Дасел умира между 25 юли 1299 и 25 август 1300 г. и е погребан в Хьокстер.

## Фамилия
Лудолф V се жени ок. 1260 г. за Ерменгард фон Ритберг († сл. 1303), дъщеря на граф Конрад II фон Ритберг († 1313) и Мехтилд († 1304). Те имат децата:
- Симон († 17 май 1325/16 януари 1326), граф на Дасел, господар на Нинофер, женен за София фон Регенщайн († сл. 1329), дъщеря на граф Хайнрих II фон Регенщайн († 1284/1285) и графиня фон Волденберг-Вьолтингероде († ок. 1274)
- Конрад († сл. 1300)
- Клемента/Клеменция († сл. 1321), омъжена за граф Буркард IV фон Барби (1271 – 1308)